# Takis Fyssas
Panagiotis "Takis" Fyssas, řecky Τάκης Φύσσας (* 12. červen 1973, Athény) je bývalý řecký fotbalista. Nastupoval většinou na postu obránce.
S řeckou reprezentací vyhrál mistrovství Evropy roku 2004. V národním mužstvu hrál v letech 1999–2007 a odehrál 60 zápasů, v nichž vstřelil 4 góly.
S Panathinaikosem Athény se stal mistrem Řecka (2004), s Benficou Lisabon má titul portugalský (2004/05). Dvakrát získal řecký fotbalový pohár, jednou s Panioniosem (1998), jednou s Panathinaikosem (2004). Má ve sbírce rovněž pohár portugalský (2003/04) a skotský, který vybojoval v dresu Heart of Midlothian FC (2006).